# 13

13(십삼)은 12보다 크고 14보다 작은 자연수다.

## 수학
- 6번째 소수(素數)다. 앞의 소수는 쌍둥이 소수인 11, 다음 소수는 17이다.
  - 3번째 프로트 소수다. 앞의 프로트 소수는 5, 다음은 17이다.

({\displaystyle 13=3\times 2^{2}+1})
- 7번째 피보나치 수다. 앞의 피보나치 수는 8, 다음은 21이다.
- 7번째 트리보나치 수다. 앞의 트리보나치 수는 7, 다음은 24다.
- 2번째 십삼각수다. 다음 십삼각수는 36이다.
- 피타고라스 삼조의 빗변의 길이이다. ({\displaystyle 5^{2}+12^{2}=13^{2}})[a]
- {\displaystyle 13=2^{2}+3^{2}}
  - 3번째 중심있는 사각수로, 연속하는 두 자연수의 제곱합으로 나타낼 수 있다. 앞의 중심있는 사각수는 5, 다음은 25다.
  - 연속하는 두 소수(素數)의 제곱합으로 나타낼 수 있는 가장 작은 수이며, 이 성질을 지닌 다음 수는 34다.
- 아르키메데스의 다면체는 13가지다.
- 슈어 추측의 유일한 반례다.

## 과학
- 알루미늄(Al)의 원자번호.
- 캐리지 리턴의 ASCII 코드 번호가 13번(10진수)이다.
- NGC 13: 안드로메다자리 방향에 있는 나선은하.

## 교통
- 고속도로
  - 유럽 고속도로 13호선: 영국 동커스터에서 런던까지 이어지는 유럽 고속도로.
  - 아시안 하이웨이 13호선
  - 아우토반 13호선(영어판, 독일어판): 독일의 고속도로.
- 국도 제13호선
  - 대한민국 13번 국도: 전라남도 완도군 완도읍에서 충청남도 금산군 금성면까지 이어지는 대한민국의 국도.
  - 일본 13번 국도: 후쿠시마현 후쿠시마시에서 아키타현 아키타시까지 이어지는 일본의 국도
- 기타 도로
  - 13번 국가지원지방도
  - 현도 제13호선

## 나이 (만 13세)
- 대한민국의 형법상 형사미성년자(만 14세 미만)로서 형사상 책임 능력이 없는 것으로 의제되어, 죄를 범하여도 처벌받지 않는다. 그러나 만 10세 이상이므로 소년법에 의하여 보호처분을 받을 수도 있다.
- 대한민국의 형법 및 특별법상 만 13세 이상과의 화간, 합의간음, 신체접촉 등은 강간 및 강제추행으로 의제하여 처벌하지 않는다.
- 푸밍샤가 올림픽 금메달을 딴 나이이다.(다이빙, 여자 10 m 플랫폼)

## 문화유산
- 대한민국의 국보 제13호: 강진 무위사 극락보전
- 대한민국의 보물 제13호: 하남 동사지 삼층석탑
- 대한민국의 사적 제13호: 공주 송산리 고분군

## 방송
- 지니 TV와 B tv의 EBS 1TV 채널 번호.
- 스카이라이프의 채널A 채널 번호.
- U+ TV의 NS홈쇼핑 채널 번호.

## 시간
- 13시는 낮 1시이다.

## 스포츠
- 박지성의 맨체스터 유나이티드 (약칭 맨유) 등번호는 13번이다.
- 독일의 축구 선수 미하엘 발라크, 대한민국의 이을용 선수가 국제 대회에서 이 번호를 달고 뛰었다.
- 1930년과 1950년 FIFA 월드컵 참가국은 총 13개 국가였다.

## 작품
- 13 자메티
- 익스트림 No. 13
- 13 (연극)
- 13 (영화)

### 음악
- 《13》: 미국의 밴드 도어스의 정규 음반. 1970년 11월 30일 출시.
- 《13》: 독일의 밴드 디 애어츠테의 정규 음반. 1998년 5월 25일 출시.
- 《13》: 영국의 밴드 블러의 정규 음반. 1999년 3월 15일 출시.
- 《13》: 미국의 밴드 식스 피트 언더의 정규 음반. 2005년 3월 22일 출시.
- 《13》: 미국의 가수 하보크의 정규 음반. 2013년 5월 7일 출시.
- 《13》: 영국의 밴드 블랙 사바스의 정규 음반. 2013년 6월 10일 출시.

## 13 공포증
- 미국, 유럽(이탈리아 제외) 등에서는 13은 불길한 수로 여긴다. 13층이 없는 엘리베이터에는 12층에서 13층이 아닌, 14층으로 건너뛰거나 'T (Thirteen)' 또는 12A와 12B로 나눈다. 정확한 이 현상에 대한 근거는 13일의 금요일에 사고, 사건, 테러, 자연재해가 일어나기도 했고[b] 예루살렘 바이러스라는 컴퓨터 바이러스가 매번 13일이면 컴퓨터에 전염되는가 하면, 안데스 산맥에서 45명이 탑승한 여객기가 추락하여 45명중 16명만 살아남고, 그들은 72일 후 구조됐다. 그리고 예수를 배반한 유다가 13번째 손님이기 때문이다. 예수를 배반한 유다가 13번째 손님이라는것에 의해 기독교권 국가에서 많이 있는 현상이다.

## 기타
- 날짜: 1월 3일
- 연도: 13년, 기원전 13년

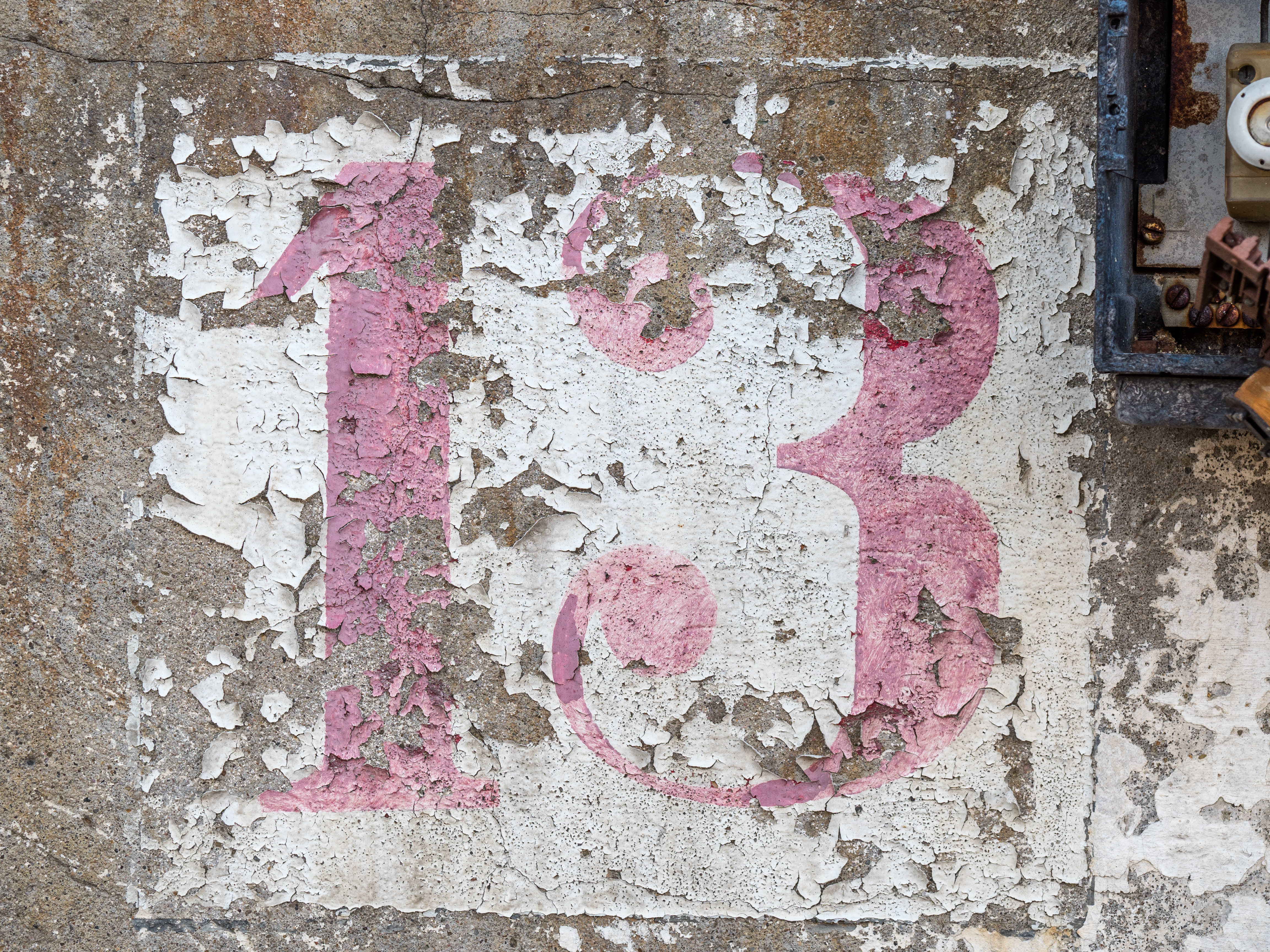

- 대한민국의 여성 그룹 우주소녀의 멤버 수는 13명이다.
- 미국이 처음 독립했을 때 연방에 가입한 주의 수. 미국의 국기에 있는 13개의 줄은 여기서 유래했다.
- 대한민국의 남성 그룹 슈퍼주니어의 멤버 수는 13명이다.
- 대한민국의 남성 그룹 세븐틴의 멤버 수는 13명이다.
- 중국 인구는 호적에 등록된 것만으로 세면 약 13억 명이다[출처 필요].
- 중학교의 교과목 수는 제2외국어 2개를 모두 합쳐서 13과목이다.
- 대한민국의 애니메이션 태권동자 마루치 아라치에는 파란 해골 13호라는 캐릭터가 있다.
- 13일의 금요일이라는 말이 있다.
- 대한민국의 주민등록번호는 13자리이다.
- 대한민국의 우체국소포, 대신택배 운송장번호는 13자리이다.
- 대한민국의 대통령은 13대 대통령 노태우때부터 5년 단임제로 고정됐다.
- 나무집 시리즈의 층수는 항상 13의 배수다.

### 내용주
1. ↑  25 + 144 = 169
2. ↑  2015년 11월 파리 테러, 11월 13일 방글라데시 사이클론(이 사이클론은 현대에 벌어진 최악의 자연재해 중 하나로 손꼽힌다.)